# Ахшарумов, Дмитрий Владимирович
Дмитрий Владимирович Ахшарумов (8 (20) сентября 1864, Одесса — 3 января 1938, Ашхабад) — русский композитор и дирижёр, скрипач.

## Биография
Родился 8 (20) сентября 1864 года в семье русского поэта Владимира Дмитриевича Ахшарумова и Александры Васильевны, урождённой Чекаловой.
Окончил Петровскую Полтавскую военную гимназию, а после в 1884 году Николаевское кавалерийское училище в Санкт-Петербурге. Ещё будучи в училище, занимался музыкой в классе скрипки у профессоров П. А. Краснокутского и Л. С. Ауэра.
В 1884—1885 годах занимался в Санкт-Петербургской консерватории у Леопольда Ауэра (скрипка) и Александра Рубца (теория музыки), в дальнейшем совершенствовал своё мастерство в Вене у Якоба Донта (скрипка) и Роберта Фукса (теория).
С 1890 года начал концертировать в Вене, Москве, Остзейских губерниях. В 1895 году обосновался в Полтаве, организовал симфонический оркестр, который с 1898 года давал в городе концерты. В 1903 году оркестр под управлением Ахшарумова предпринял масштабный пятимесячный концертный тур по всей России, дав более 50 концертов (с оркестром, в частности, выступал виолончелист Михаил Букиник). Одновременно руководил в Полтаве отделением Императорского Русского музыкального общества (с 1899), открытого по его инициативе, и музыкальными классами при нём (с 1902; в 1904 году преобразованы в Полтавское музыкальное училище).
С 1919 года являлся дирижёром симфонического оркестра в Феодосии. С 1922 года давал концерты в Петрограде в рамках Русского музыкального общества. 9 апреля 1924 года Ахшарумов был арестован по доносу и освобождён 15 мая с последующей высылкой из Петрограда. В мае обратился к Е. П. Пешковой с просьбой об отмене его высылки из Ленинграда, приложив к этому заявлению ряд ходатайств музыкальных учреждений и известных композиторов и артистов.
В 1925 году Д. В. Ахшарумов основал и возглавил Воронежский государственный симфонический оркестр.
С 1929 года Ахшарумов преподавал в Ашхабадском музыкальном техникуме. Осенью 1937 года он был снова арестован и на этот раз был приговорён к смертной казни как враг народа и расстрелян в Ашхабаде 3 января 1938 года.

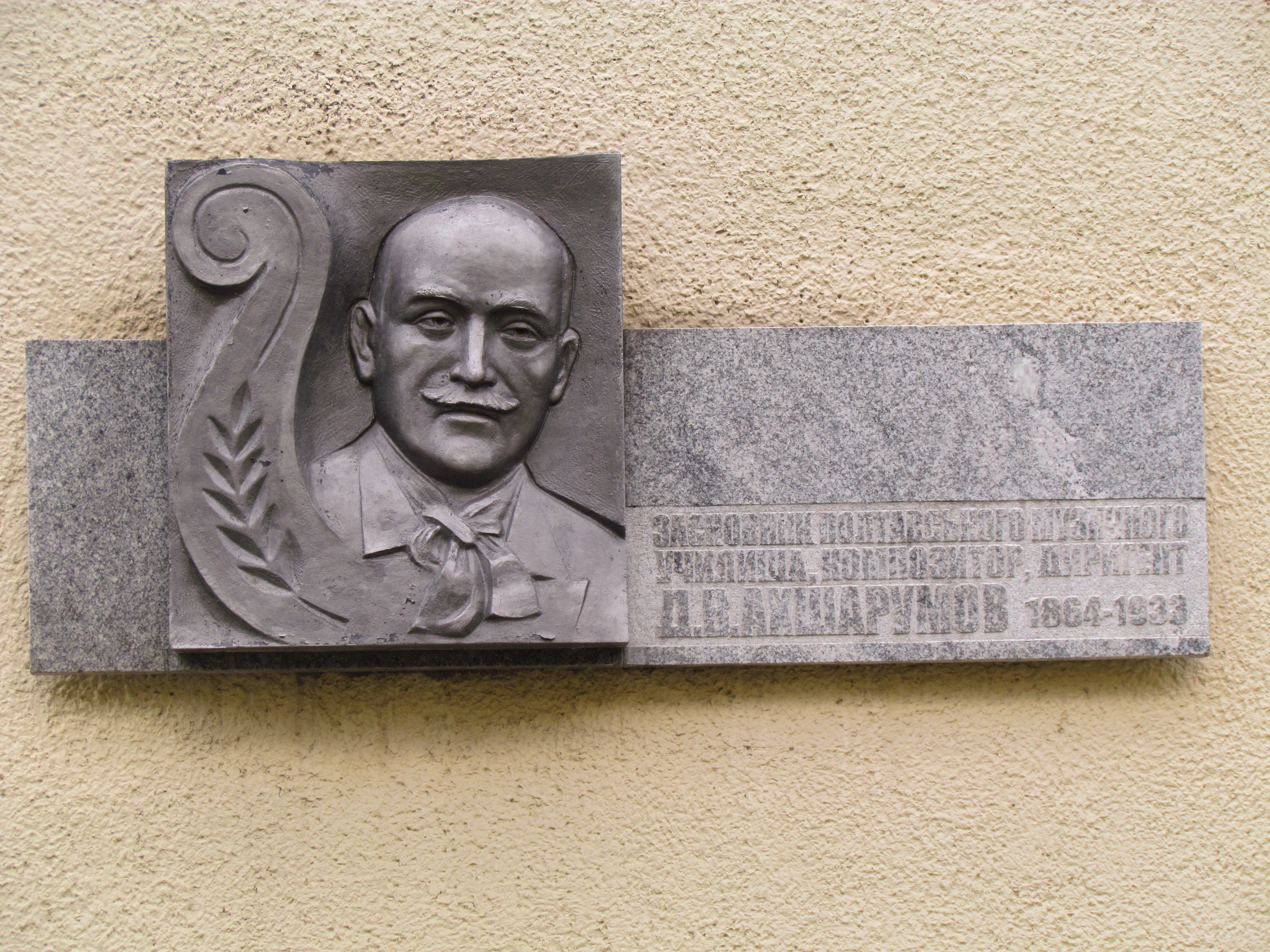
Мемориальная доска в Полтаве